# Ķīšezers

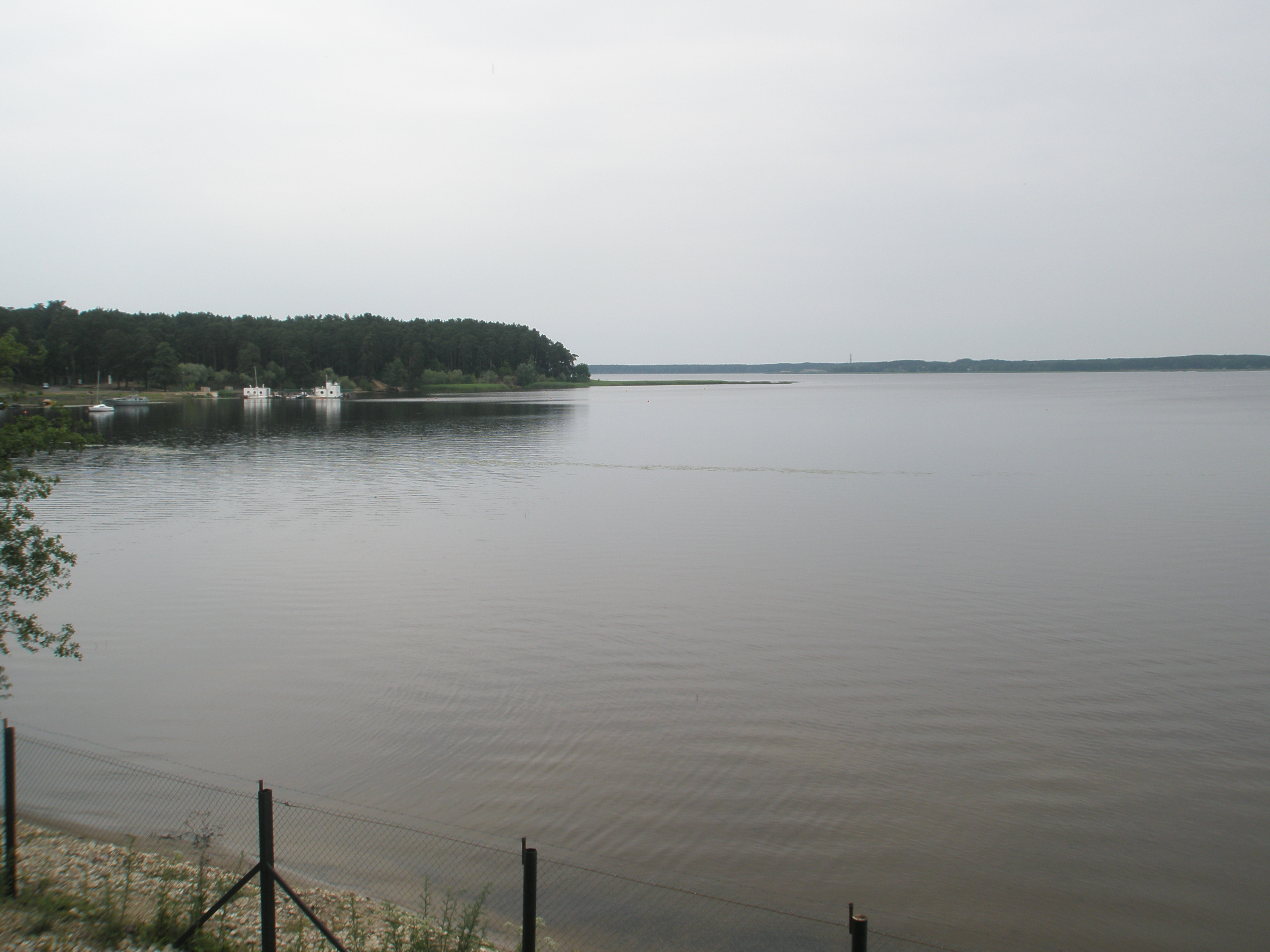
Ķīšezers nabij de Dierentuin van Riga

Ķīšezers (te vertalen als Ķīš-meer, ezers is Lets voor meer) is een groot meer aan de rand van de Letse hoofdstad Riga. Het meer heeft een oppervlakte van ongeveer 1.730 hectare en is een populaire bestemming voor de bevolking van Riga, er zijn onder meer faciliteiten voor watersport. De rivier Jugla is de belangrijkste bron van watertoevoer van het meer. Het is een ondiep meer, de gemiddelde diepte van het meer is slechts 2,4 meter en op het diepste punt 4,2 meter.